# Luci Gel·li Publícola (cònsol 36 aC)
|  | Per a altres significats, vegeu «Luci Gel·li Publícola». |

Luci Gel·li Publícola (en llatí Lucius Gellius Publicola) va ser un magistrat romà. Era fill de Luci Gel·li Publícola I (Lucius Gellius Publicola) i de la seva primera esposa. Formava part de la gens Gèl·lia i era de la família dels Publícola.
Va ser acusat d'incest amb la seva madrastra i de conspirar contra la vida del seu pare. Aquest estava convençut de la seva culpabilitat, però li va permetre defensar-se davant el senat romà, on finalment va ser declarat innocent.
A la mort de Juli Cèsar l'any 44 aC Gel·li va abraçar el partit republicà, dels assassins de Cèsar, i va anar amb Marc Juni Brut a la província d'Àsia. Allí es va descobrir que conspirava contra la vida de Brut però va ser perdonat per la intercessió del seu germanastre Marc Valeri Messal·la. Després va entrar en una conspiració contra Cassi, altre cop descoberta, i altre cop perdonat per intercessió de la seva mare Pol·la, divorciada de Gel·li Publícola, el seu pare, i casada amb Messal·la.
Finalment es va passar a (Octavi) i Marc Antoni amb els quals va ser qüestor (Quaestor Propraetore) i va obtenir com a premi el consolat l'any 36 aC.
Entre August i Marc Antoni es va decantar per aquest darrer i va dirigir l'ala dreta de la flota d'Antoni durant la batalla d'Àccium, on probablement va morir, ja que cap historiador en torna a parlar.